# Есаулово (Красноярский край)
Есаулово — село в Берёзовском районе Красноярского края России. Административный центр Есаульского сельсовета. 

## География
Находится на правом берегу реки Енисей, вблизи места впадения в него реки Есауловки, примерно в 12 км к северо-востоку от районного центра, посёлка Берёзовка, на высоте 129 метров над уровнем моря.

## История
Основана в 1632 году. Первоначальные названия села: Милославское, Ясауловка, Ново-Есауловка..

## Население
| 1989 | 2002  | 2010  |
| ---- | ----- | ----- |
| 1754 | ↘1693 | ↗1769 |

Гендерный состав
По данным Всероссийской переписи населения 2010 года 856 мужчин, 907 женщин, из 1769 чел.

## Улицы
Уличная сеть села состоит из 31 улицы и 1 переулка.